# Horst Schimmelpfennig
Horst Schimmelpfennig (* 15. März 1912 in Rødekro; † 20. März 1990 in Hamburg) war ein deutscher Kino- und Konzertorganist.

## Leben
Horst Rudolf Schimmelpfennig war der jüngste von drei Brüdern in einer Musikerfamilie. Der Vater Adolf war im 1. Magdeburgischen Husarenregiment Nr. 10 in Stendal Stabstrompeter und Chorführer. Seine beiden Brüder waren ebenfalls als Musiker tätig. Erwin Schimmelpfennig (1905–1978), Unterhaltungsmusiker, leitete unter anderem nach dem Krieg das „Orchideenorchester“ in Hamburgs Vergnügungspark Planten un Blomen. Herbert Schimmelpfennig (1911–1994) war Konzertmeister im Großen Rundfunkorchester des Reichssenders Hamburg, 1942–1945 im Reichs-Bruckner-Orchester in Linz und bis zu seiner Pensionierung 1978, inzwischen zum Kammermusiker ernannt, in der Rheinischen Philharmonie in Koblenz tätig.
Horst Schimmelpfennig erlernte zunächst das Orgelspielen autodidaktisch, indem er am Klavier zu den von seinem ältesten Bruder aus den USA mitgebrachten Schellackplatten mit Aufnahmen einer Wurlitzerorgel mitspielte. Später erlaubte der Vater nach langem Zögern einen geregelten Unterricht bei dem Organisten am Schauburg-Kino am Millerntor in Hamburg. Neben praktischer Unterweisung durfte Horst Schimmelpfennig auch jederzeit bei diesem hospitieren. Schon als Fünfzehnjähriger untermalte er mit der Kinoorgel die Stummfilme in den Nachmittagsvorstellungen. Er begleitete bereits als Realschüler auch gelegentlich die Morgenandachten auf der Orgel in der Aula.
Im Jahr 1931 ging er nach Hamm an den UFA-Palast und spielte dort die Welte-Kinoorgel. 1933 engagierte ihn die Direktion an den 1929 in Hamburg erbauten UFA-Palast, mit fast 3.000 Sitzplätzen das größte Kino Europas. Hier startete er seine Karriere an der Wurlitzerorgel. Er wurde Cheforganist aller UFA-Paläste in Deutschland. Seine Auftritte hatte er damals hauptsächlich im Berliner UFA-Palast am Zoo. Dort wurden auch die meisten seiner Schallplatten produziert. Durch Rundfunkübertragungen und Konzerte wurde der Name Horst Schimmelpfennig in Verbindung mit der Wurlitzerorgel in Europa zu einem Begriff.
Von 1940 bis Kriegsende war er bei der Wien-Film GmbH engagiert. Horst Schimmelpfennig war hier maßgeblich an dem Bau der dreimanualigen „Lenkwil“-Kinoorgel mit elf Pfeifenreihen nach dem Multiplex-System sowie Kinoeffekten und tonalem Schlagwerk für die im Rohbau fertiggestellte Synchronhalle  beteiligt. Dort hat er unter anderem den Spielfilm Der weiße Traum und mehrere Kulturfilme mit der Orgel begleitet.
Nach dem Krieg waren nahezu alle Theater mit Kinoorgeln zerstört, sodass er sich als Pianist in englischen Offiziersclubs seinen Lebensunterhalt verdienen musste. Im Jahr 1949 saß er an der wieder instandgesetzten Philipps-Orgel im Hamburger UFA-Mundsburg-Theater (heute Ernst Deutsch Theater). Anfang der 1950er Jahre hatte er ein Engagement bei Radio Basel in der Schweiz, wo er das erste Mal die Hammond-Orgel spielte. Mit dem Erlös der dort eingespielten Schallplatten kaufte er zwei Konzertmodelle. Mit diesen musizierte er fortan im In- und Ausland in Hotels, Konzertsälen und auf Kreuzfahrtschiffen mit großem Erfolg. 
Horst Schimmelpfennig betrieb neben seinen Auftritten von 1965 bis zu seinem Tode in Hamburg ein Musikaliengeschäft. Er verstarb am 20. März 1990 in Hamburg.

## Tondokumente
Schimmelpfennig machte zahlreiche Schallplattenaufnahmen, die heute noch von den Radiostationen gesendet werden. So in Berlin von 1935 bis 1950 für die Deutsche Grammophon Gesellschaft (Auslandslabel: Polydor), von 1936 bis 1951 für Electrola und 1943 wenige Titel für Telefunken in Wien. 1950/51 folgten Aufnahmen für das Tefifon und in der LP-Ära für Ariola/Bertelsmann.